# 林上
林 上（はやし のぼる、1947年 - ）は、日本の地理学者（人文地理学・都市地理学・経済地理学）。学位は、文学博士（名古屋大学・論文博士・1986年）。中部大学人文学部特任教授。名古屋大学名誉教授。

## 略歴
岐阜県土岐市出身。1975年、名古屋大学大学院文学研究科博士課程単位取得。名古屋学院大学経済学部助教授、名古屋大学情報文化学部教授を経て、2001年に名古屋大学大学院環境学研究科教授。2008年、名古屋大学名誉教授、中部大学人文学部教授。
1986年、「中心地理論研究」により、名古屋大学から文学博士の学位を取得。1988年、『中心地理論研究』（1986年刊行）に対し、日本都市学会より日本都市学会賞（奥井記念賞）を受賞。
都市の地域構造に着目した研究を継続してきた。
単著の刊行数がきわめて多い。都市地理学や経済地理学の書籍の刊行を継続している。

## 主な業績
- 中心地理論研究、大明堂、1986年
博士論文をもとにした書籍であり、日本における中心地理論の研究成果をまとめた本の1つとされる[6]。
- 都市の空間システムと立地、大明堂、1991年
- 都市地域構造の形成と変化、大明堂、1991年
- 経済発展と都市構造の再編、大明堂、1995年
- カナダ経済の発展と地域、大明堂、1999年
- 近代都市の交通と地域発展、大明堂、2000年
- 都市経済地理学、大明堂、2002年
- 現代都市地域論、大明堂、2003年
- 現代カナダの都市地域構造、原書房、2004年
- 都市サービス地域論、原書房、2005年
- 都市交通地域論、原書房、2007年
- 現代都市地域の構造再編、原書房、2007年
都市地域構造の変化のプロセスについて取りあげた上で、地域構造の再編について多様な側面から論じた書籍である[7]。
- 社会経済地域論、原書房、2008年
- 現代経済地域論、原書房、2009年
- 現代社会の経済地理学、原書房、2010年
- 現代都市地理学、原書房、2012年
都市地理学における広範なトピックが均等に取りあげられた書籍である[6]。
- 都市サービス空間の地理学、原書房、2015年
サービス業の動向について解説したテキストである[8]。